# Ganyra howarthi
Ganyra howarthi is een vlindersoort uit de familie van de Pieridae (witjes), onderfamilie Pierinae.
Ganyra howarthi werd in 1915 beschreven door Dixey.